# Morela pozdní

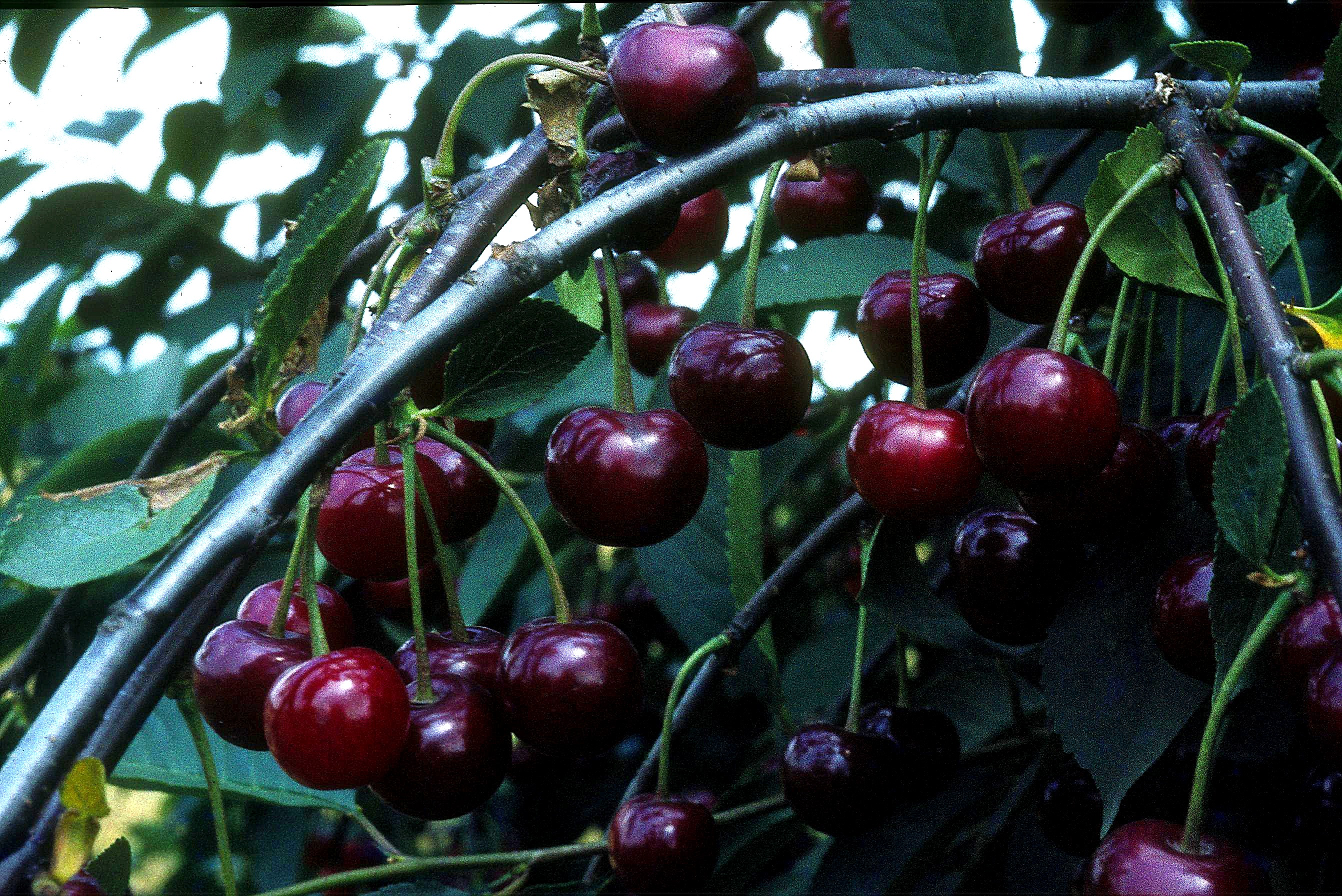
Plody

Morela pozdní je stará odrůda višně (Prunus cerasus) , která pochází z Francie. Jedná se o nejrozšířenější odrůdu višně. Řadí se mezi kyselky. Dozrává v 7. – 8. třešňovém týdnu (od konce července). Strom je nenáročný a vhodný do chladných poloh, je však citlivý na teplo a sucho.

## Původ
Odrůda byla poprvé zmíněna před rokem 1650 a popsána před rokem 1800; pochází z Francie a jmenuje se zde Griotte du Nord nebo Chatel Morel.

## Strom
Růst: vytváří kulovité koruny s převislými postranními větvemi, strom je odolný proti mrazu ve dřevě.
Květ: kvete pozdě, postupně, květy jsou samosprašné a odolné proti mrazu.
Plodnost: začíná brzy a je vysoká a pravidelná. Plodí na jednoletých výhonech, které po sklizni vyholují. Pro udržení plodnosti vyžaduje každoroční zmlazování a zakracování nových výhonů
Plod: je střední až velký (hmotnost jednoho plodu je 4–5 g). Slupka je tmavě až hnědočervená. Při deštích nepukají. Dužnina je červená s barvící šťávou. Chuť je nakyslá až trpce kyselá, s příchutí hořkých mandlí.
Využití: je vhodná ke kuchyňskému zpracování na kompoty či marmelády, využívá se také na výrobu griotky, pálenky nebo pralinek. Nehodí se k přímé konzumaci. Je nejběžněji používanou odrůdou v cukrářství pro všechny druhy cukrářských výrobků, jako je třeba Schwarzwaldský dort.